# Mohamed Abu Abdullah
Mohamed Abu Abdullah (* 1. März 1981) ist ein bangladeschischer Leichtathlet. Er ist spezialisiert auf die Sprintstrecken.
Abdullah war 2008 Mitglied des fünfköpfigen Teams von Bangladesch bei den Olympischen Sommerspielen 2008 in Peking. Im 100-Meter-Sprint schied er mit der Zeit von 11,07 s als Achter seines Vorlaufs aus.

## Bestzeiten
- 100 m: 11,07 s, 15. August 2008, Peking